# Model atòmic de Sommerfeld
El model atòmic de Sommerfeld és un model atòmic ideat pel físic alemany Arnold Sommerfeld (1868-1951). Aquest model és una generalització del model atòmic de Bohr des del punt de vista relativista.

## Insuficiències del model de Bohr

Órbites el·líptiques al model de Sommerfeld

El model atòmic de Bohr funcionava molt bé per a l'àtom d'hidrogen, però, en els espectres realitzats per àtoms d'altres elements s'observava que els electrons d'un mateix nivell energètic tenien diferent energia, mostrant que existia un error en el model. La seva conclusió va ser que dins d'un mateix nivell energètic existien subnivells, és a dir, energies lleugerament diferents. A més, des del punt de vista teòric, Sommerfeld havia trobat que en certs àtoms les velocitats dels electrons arribaven a una fracció apreciable de la velocitat de la llum. Sommerfeld va estudiar la qüestió per electrons relativistes.

## Característiques del model
En 1916, Sommerfeld va perfeccionar el model atòmic de Bohr intentant pal·liar els dos principals defectes d'aquest. Per això va introduir dues modificacions bàsiques: òrbites quasi el·líptiques per als electrons i velocitats relativistes. En el model de Bohr els electrons només giraven en òrbites circulars. L'excentricitat de l'òrbita va donar lloc a un nou nombre quàntic: el nombre quàntic azimutal, que determina la forma dels orbitals, es representa amb la lletra L i pren valors que van des de 0 fins a n-1. Les òrbites són:
- l = 0 es denominarien posteriorment orbitals s o sharp
- l = 1 s'anomenarien p o principal.
- l = 2 s'anomenarien d o Diffuse.
- l = 3 s'anomenarien f o fonamental.

Per fer coincidir les freqüències calculades amb les experimentals, Sommerfeld va postular que el nucli de l'àtom no roman immòbil, sinó que tant el nucli com l'electró es mouen al voltant del centre de masses del sistema, que estarà situat molt a prop de el nucli al tenir aquest una massa diversos milers de vegades superior a la massa de l'electró.
Per explicar el desdoblament de les línies espectrals, observat a l'emprar espectroscopis de millor qualitat, Sommerfeld va suposar que les òrbites de l'electró poden ser circulars i el·líptiques. Va introduir el nombre quàntic secundari o azimutal, en l'actualitat anomenat l, que té els valors 0, 1, 2, ... (n-1), i indica el moment angular de l'electró en l'òrbita en unitats de {\displaystyle {\frac {h}{2\pi }}}, determinant els subnivells d'energia en cada nivell quàntic i l'excentricitat de l'òrbita.

### Resum
El 1916, Arnold Sommerfeld, amb l'ajuda de la teoria de la relativitat d'Albert Einstein, va fer les següents modificacions al model de Bohr:
1. Els electrons es mouen al voltant del nucli, en òrbites circulars o el·líptiques.
2. A partir del segon nivell energètic hi ha un o més subnivells en el mateix nivell.
3. L'electró és un corrent elèctric minúscul.

Tot i que no va poder demostrar les formes d'emissió de les òrbites el·líptiques, només va descartar la seva forma circular.